# Cornelius Fredericks

Inhaftierter Cornelius Fredericks (Konzentrationslager Haifischinsel nach dem 9. September 1906)

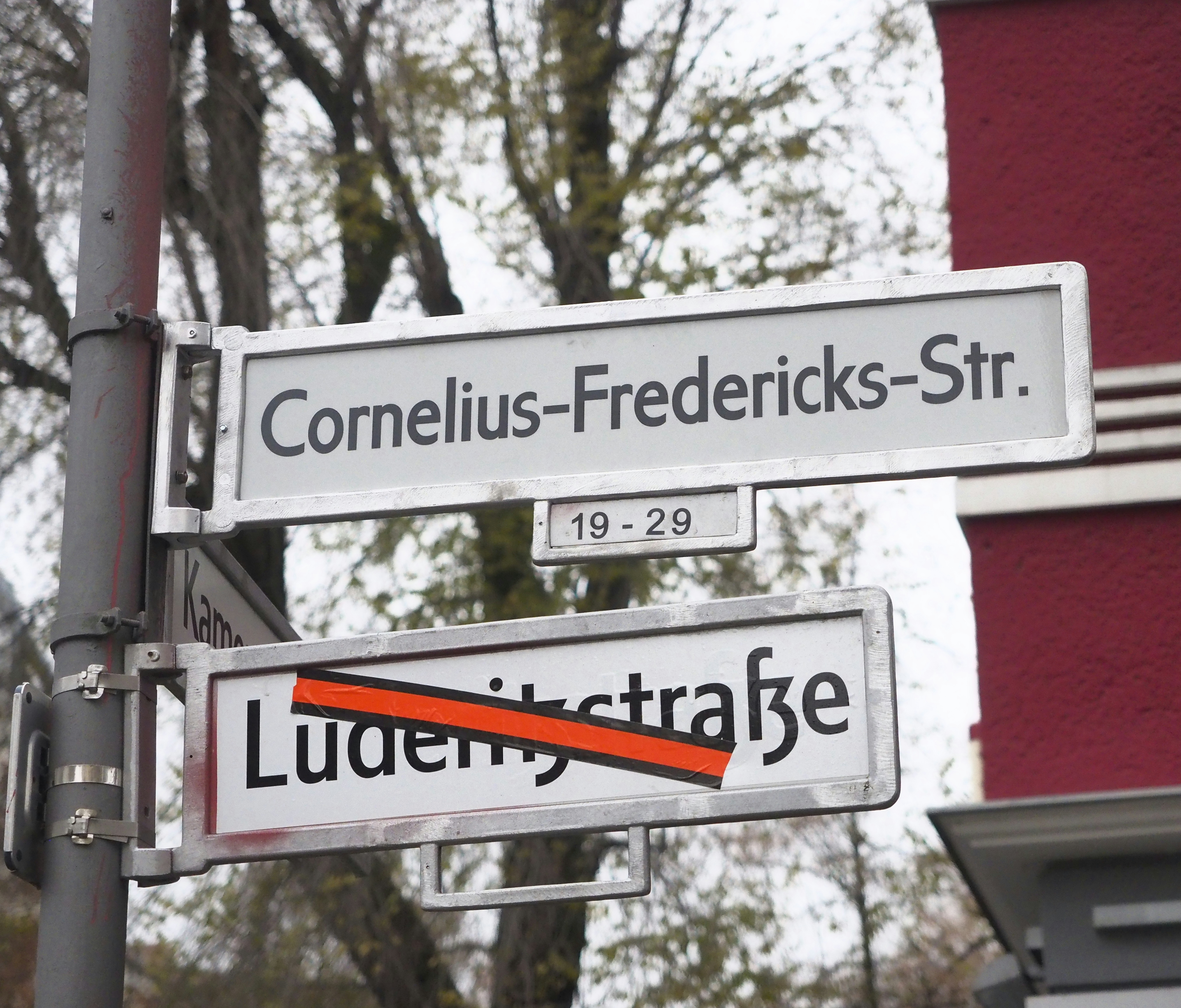
Nach Fredericks umbenannte Lüderitzstraße in Berlin

Cornelius Fredericks, auch Frederiks (* 1864; † 16. Februar 1907 bei Lüderitz, Deutsch-Südwestafrika), war ein Führer der ǃAmanKlicklaut im südlichen Teil von Deutsch-Südwestafrika, dem heutigen Namibia.
Fredericks war ein Konkurrent des Kaptein Paul Frederiks der Bethanien-Nama und hatte unter den in Bethanien lebenden Orlam viele Anhänger.
Während des Aufstands der Nama war Fredericks einer der indigenen Führer, die aktiv einen Guerillakrieg gegen die Deutschen führten. Er trat teilweise mit Hendrik Witbooi auf, dem Anführer der ǀKhowesin, und wurde für 3000 Mark Belohnung gesucht. Von der Kriegserklärung Witboois im September 1904 bis September 1905 verdoppelte sich die Gesamtstärke der deutschen Truppen in der Kolonie von 7.000 auf 14.000. Die Zahl der bewaffneten Nama betrug zu keiner Zeit mehr als 2.000. Das deutsche Reich war fest entschlossen, den Widerstand zu brechen. Nach Witboois Tod am 29. Oktober 1905 gelang es den deutschen Truppen, nach und nach einzelne Einheiten zum Aufgeben zu bewegen. Die Gruppe unter Fredericks ergab sich am 3. März 1906.
Am 9. September 1906 wurde Fredericks im Konzentrationslager Haifischinsel in Lüderitz inhaftiert. Die meisten der 2.000 bis 3.000 Gefangenen starben (1359 nach Angaben der Kolonialverwaltung) im eisigen Wind an Mangelernährung und Auszehrung, ihre Körper wurden während der Ebbe im Meer bestattet und dadurch in den Ozean gespült.
Fredericks starb am 16. Februar 1907. Die Leiche wurde enthauptet und der Schädel zur „Erforschung der Rassenüberlegenheit“ nach Deutschland geschickt. Dieser soll sich zuletzt vermutlich, mit mindestens 19 anderen, in der Charité in Berlin befunden haben und möglicherweise 2011 nach Namibia zurückgebracht worden sein. Dies ist nach Ansicht des Kolonialhistorikers Joachim Zeller aber mittlerweile widerlegt, da eine Überführung des Schädels von Fredericks zur damaligen Zeit kaum ohne öffentliche Anteilnahme möglich gewesen wäre, es hierfür aber keine Belege gebe. Die Schädel in der Charité konnten auch keiner bestimmten Volksgruppe zugeordnet werden.
Auf Shark Island bei Lüderitz wurde zu seinem Andenken ein Gedenkstein errichtet. In Berlin wurde am 2. Dezember 2022 eine Straße nach Fredericks benannt, die vorher Lüderitzstraße hieß. In Hamburg erhielt nach einem Senatsbeschluss vom 2. Oktober 2024 der im Stadtteil Hamburg-Ohlsdorf gelegene Woermannstieg den Namen Cornelius-Fredericks-Stieg.